# القرير
القرير هي إحدى مدن الولاية الشمالية في السودان وتقطن فيها قبيلة الشوايقة.
تنقسم القرير إلى ثمانية مناطق هي :
الكنيسة (الصفا)
قوزهندي
قوز قرافي
حي الشاطئ
القلعة
العامراب
الكري
الصلحاب
وهي أكبر قرى منطقة الشايقية تليها نوري ثم تنقاسي على الضفة الغربية للنيل والزومة على الضفة الشرقية.
وبها سوق في منطقة حي الشاطي يقام يومي الأحد والخميس يسمي سوق ود العذيب نسبه الي بخيت ودالعذيب صاحب الدار التي قامت عليها السوق وهي من أثري المناطق في مجال الشعرهناك تنتج كميات من اصناف التمور الممتازه والشهيه ووالمانجوالقرير وهناك قليل من الجوافة وفواكه أخرى. تبعد القرير من سد مروي 20 كيلو مترا. وهناك حركة دؤوبة في التنقل عبر الطريق الدائري شريان الشمال وإلى الخرطوم. باصات متميزة تنقل سكانها يومياً من الخرطوم إلى القرير وبالعكس. النيل: النيل له نكهة خاصة هناك للزائر ولمواطني القرير ويعطيها جمالاً. العصريات: بعد القيلولة يتجمع الأهالي في المنازل والطرقات يتفاكرون ويتآنسون في همومهم ومشاكلهم. بها العديد من المدارس الأساسية والثانوية.
في فترات الصباح تجد الكل ذاهبا إلى مدرسته أو مزرعته أو متجره بجانب أعيان المدينة وهم يتفقدون الأسر والوقوف معهم في السراء والضراء. الزواج هناك له طعم خاص حيث يشارك فيه كل أهل البلدة كباراً وصغاراً.
يوجد بالقرير مركز صحي يقدم خدماته لأهل القرير والمناطق المجاورة أيضاً. يتمَّز أهل المنطقة كغيرهم من مناطق الشايقية بالكرم الجم وبخاصة للزائرين وعابري السبيل.